# Fernando Meneses
Pour les articles homonymes, voir Meneses.
Fernando Andrés Meneses Cornejo (né le 27 septembre 1985 à Maule) est un footballeur chilien, qui joue pour Colo-Colo. Il a joué son premier match avec l'équipe de jeunes de Colo-Colo contre Huachipato. Il inscrit son premier but le 24 octobre 2004, contre l'Unión San Felipe. Il a été prêté à Deportivo O'Higgins en été 2006. Il a été signé par Cobreloa, où il est resté jusqu'en 2007. Après deux ans loin de l'équipe, Meneses a fait son retour à Colo-Colo en 2008.

## Palmarès
- Championnat du Chili:
  - Champion: 2006-A, 2010.
- Coupe du Chili:
  - Vainqueur: 2011.
- Coupe du Mexique:
  - Vainqueur: 2016-C.

## Source
- (en) Cet article est partiellement ou en totalité issu de l’article de Wikipédia en anglais intitulé « Fernando Meneses » (voir la liste des auteurs).